# Erich Friedrich Podach
Erich Friedrich Podach (* 22. November 1894 in Budapest; † 20. August 1967 in Heidelberg) war ein Literaturwissenschaftler und Ethnologe.

## Leben
Erich Friedrich (Frigyes) Podach war ein Sohn von Ágoston Podach und dessen Ehefrau Irma Podach, geb. Feiler. Er stammte aus einer deutsch-ungarisch-jüdischen Familie. Podach wurde 1927 zum Dr. phil. promoviert, ging 1931 in die Schweiz und 1941 nach Deutschland.
In der Literaturwissenschaft wirkte Podach als ein Spezialist für Friedrich Nietzsche, insbesondere in den Diskussionen um Nietzsche-Ausgaben. Er übte scharfe Kritik am Nietzsche-Archiv wie auch später an einer Ausgabe Karl Schlechtas. Er sollte nach ersten Plänen an der Ausgabe von Giorgio Colli und Mazzino Montinari, welchem er 1961 in Weimar begegnet war, mitarbeiten; wegen unüberbrückbarer Differenzen im Nietzsche-Verständnis kam es aber nicht dazu.
Erich Podach, der als einziger Teilnehmer aus der Sowjetischen Besatzungszone an der ersten informellen Nachkriegstagung der deutschen Ethnologen (Deutsche Gesellschaft für Völkerkunde, 19. bis 21. September 1946) in Frankfurt am Main teilnahm, verfolgte einen kulturwissenschaftlichen Ansatz, der zu der damaligen Zeit in der deutschen Ethnologie marginal war.
In seiner Analyse von Haarfarbe und sozialer Rangordnung lehnte Podach einen rassentheoretischen Ansatz ab. In seiner Rezeption der Schriften von Lévy-Bruhl wandte er sich gegen den Romantizismus in der deutschen Anthropologie: In Deutschland nahm man nur die frühen Schriften Lévy-Bruhls wahr, in denen Partizipation als ein Merkmal primitiver Mentalität gesehen werde. Lévy-Bruhls spätere Revision seiner Position werde nach Ansicht von Podach in Deutschland aber nicht rezipiert: Lévy-Bruhl sehe nun die Partizipation als eine anthropologische Grundkonstante.
Podach forderte schon 1948 eine Erforschung der Displaced Persons, die nach dem Zweiten Weltkrieg in Deutschland lebten. Er betonte, dass Anthropologen diesen Menschen bei ihrem Akkulturationsprozess behilflich sein sollten.
1948 verließ Podach Deutschland für einige Jahre und beschäftigte sich bis 1953 unter anderem mit Handschriften- und Quellenstudien zur Geistes- und Wissenschaftsgeschichte des 16. Jahrhunderts. 1952 lebte er in Paris. Mitte der 1950er Jahre unterrichtete er Ethnologie an der Hochschule für Gestaltung Ulm. Mitte der 1960er Jahre war er Honorarprofessor für systematische Kulturwissenschaft, insbesondere Kulturelle Anthropologie, an der Universität Stuttgart. Er war befreundet mit Harry Pross.

## Veröffentlichungen (Auswahl)
- Körper, Temperament und Charakter. (= Wege zum Wissen, Bd. 73). Ullstein, Berlin 1927.
- Nietzsches Zusammenbruch. Beiträge zu einer Biographie auf grund unveröffentlichter Dokumente. Niels Kampmann Verlag, Celle 1930.
- Gestalten um Nietzsche. Mit unveröffentlichten Dokumenten zur Geschichte seines Lebens und seines Werks. Lichtenstein Verlag, Weimar 1932.
- Friedrich Nietzsche und Lou Salomé. Ihre Begegnung 1882. Max Niehans Verlag, Zürich 1937.
- als Herausgeber: Der kranke Nietzsche. Briefe seiner Mutter an Franz Overbeck. Herman-Fischer Verlag, Wien 1937.
- Robert Koch. Volk und Wissen Verlag, Berlin / Leipzig 1947.
- Ignaz Philipp Semmelweis. Volk und Wissen Verlag, Berlin / Leipzig 1947.
- Zum Abschluß von Lévy-Bruhls Theorie über die Mentalität der Primitiven. In: Zeitschrift für Ethnologie, Band 76, 1951, S. 42–49.
- Haarfarbe und Stand. Ein aktualisierter Beitrag zur Ethnologie des Schönen. In: Tribus, Jahrbuch des Linden Museums 1952/53, NF 2/3, S. 103–24.
- Alexander von Humboldt und Condorcet. Kant-Studien 50 (1–4), S. 403–404 (1958/59).
- als Herausgeber: Friedrich Nietzsches Werke des Zusammenbruchs. Wolfgang Rothe Verlag, Heidelberg 1961.
- Ein Blick in Notizbücher Nietzsches. Ewige Wiederkunft, Wille zur Macht, Ariadne, eine schaffensanalytische Studie. Wolfgang Rothe Verlag, Heidelberg 1963.
- Die Entdeckung der Verursachung und Verhütbarkeit des Kindbettfiebers durch Ignaz Philipp Semmelweis. In: Ärztliche Wochenschrift. Band 1/2, 1946–1947, S. 872–876.